# 江戸の火事

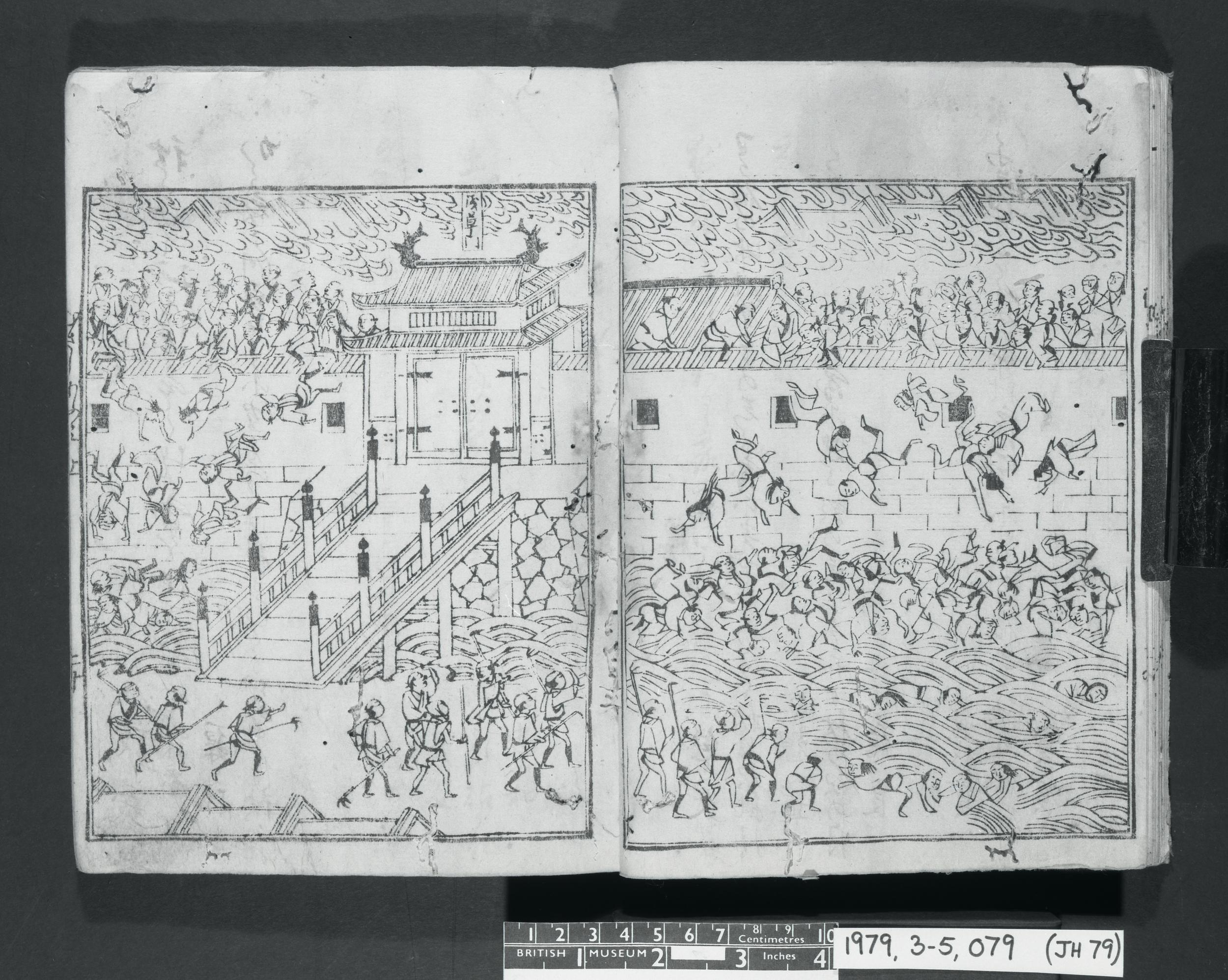
『むさしあぶみ』より、明暦の大火当時の浅草門。牢獄からの罪人解き放ちを「集団脱走」と誤解した役人が門を閉ざしたため、逃げ場を失った多数の避難民が炎に巻かれ、塀を乗り越えた末に堀に落ちていく状況。

江戸時代における江戸の火事（えどのかじ）は、「火事と喧嘩は江戸の花」という言葉が残り、現代では「火災都市」と呼称されるほど、頻繁に発生した。
大火が頻発し、都市の広大な市街地を繰り返し焼き払った史実は、世界でも類例がないとされる。
江戸の火事は祝融や回禄とも呼ばれ、大火の様相を紅葉に見立てることもあった。

## 火事の回数
関ヶ原の戦い翌年の慶長6年（1601年）から、大政奉還の行なわれた慶応3年（1867年）に至る267年間に、江戸では49回の大火が発生した。江戸以外の大都市では、同じ267年間で京都が9回、大阪が6回、金沢が3回などであり、比較して江戸の多さが突出しているといえる。
大火以外の火事も含めれば267年間で1798回を数え、慶長6年（1601年）からの100年間で269回、元禄14年（1701年）からの100年間で541回、寛政13年/享和元年(1801年)から慶応3年（1867年）までの67年間で986回となり、人口の増加による江戸の繁栄に比例して、火事の回数も増加していった。特に嘉永3年（1851年）から慶応3年（1867年）までの17年間では506回もの火事が発生しているが、これは江戸幕府の権力低下による治安の悪化が大きく影響しているとされる。

## 主な大火
以下に江戸時代に発生した主な大火をあげる（月日は、上段は旧暦、下段は新暦）。大火のうち、明暦の大火・明和の大火・文化の大火を総称して江戸三大大火と呼ぶことがある。
| 年月日                                        | 名称別称/通称                | 死者数                      | 概略 |
| --------------------------------------------- | ---------------------------- | --------------------------- | --- |
| 慶長6年閏11月2日 （1601年12月26日）           |                              | （死者数不詳）              | 江戸で記録された最初の大火。被災状況は詳らかではないが、江戸全市を焼亡したという。（ ウィキソースには、慶長見聞集の慶長6年の「江戸町大焼亡の事」原文があります。） |
| 寛永18年1月29日か30日 （1641年3月10日か11日） | 桶町の大火                   | 死者数100人                 | 京橋桶町から出火し、烈風により延焼。焼失した町97・大名・旗本屋敷121。江戸の大半を焼失。鎮火の陣頭指揮を執っていた大目付の加賀爪忠澄が煙に巻かれて殉職。要請を受けて消火活動を行っていた相馬藩主・相馬義胤が落馬して重傷。この大火がきっかけで、寛永20年防火体制の見直しが行われ、大名火消設置の契機となった。 |
| 明暦3年1月18日、19日 （1657年3月2日、3日）    | 明暦の大火振袖火事           | 死者は最大で 10万7000と推計 | 本郷丸山本妙寺はじめ山の手3箇所から出火し、両日とも北西風により延焼。江戸の大半が被災し江戸城天守も焼失した。江戸時代最大の被害を出した大火であり、江戸の都市計画や消防制度に大きな影響を与えた。 |
| 天和2年12月28日 （1683年1月25日）             | 天和の大火八百屋お七の火事   | 死者830–3500                | 駒込大円寺から出火し、北西風により延焼。焼失した武家屋敷241・寺社95。 |
| 元禄11年9月6日 （1698年10月9日）              | 勅額火事中堂火事             | 死者3000                    | 京橋南鍋町から出火し、南風により延焼。焼失した町326・武家屋敷308・寺社232・町家1万8700。 |
| 元禄16年11月29日 （1704年1月6日）             | 水戸様火事                   | （死者数不詳）              | 小石川水戸屋敷から出火し、火事の途中で風向きが変わった（南西風から北西風）ため被害が拡大した。焼失した武家屋敷275・寺社75・町家2万。この6日前の11月23日に起きた元禄地震に伴い市内各地で発生した火災と合わせると、焼失面積では明暦の大火を上回るものになるという。                                             |
| 享保2年1月22日 （1717年3月4日）               | 小石川馬場火事               | 死者100以上か               | 未の下刻に小石川馬場の武家屋敷から出火し、西北風で延焼した。 |
| 延享2年2月12日 （1745年3月14日）              | 六道火事                     | 死者1323                    | 午の上刻に千駄ヶ谷の青山六道辻から出火し、北西風により延焼。焼失家屋2万8678。 |
| 宝暦10年2月6日 （1760年3月22日）              | 宝暦の大火明石屋火事         | （死者数不詳）              | 神田旅籠町の足袋屋・明石屋から出火し、北西風で延焼。日本橋、木挽町、さらに深川から洲崎まで焼失。460町、寺社80ヶ所焼失。 |
| 明和9年2月29日 （1772年4月1日）               | 明和の大火行人坂の火事       | 死者1万4700 行方不明者4060  | 目黒行人坂大円寺から出火し、南西風により延焼。焼失した町904。この大火ゆえ「明和九年」は「めいわ九の年」（迷惑の年）と揶揄され、「安永」と改元された。 |
| 文化3年3月4日 （1806年4月22日）               | 文化の大火車町火事 牛町火事  | 死者1200                    | 芝車町から出火し、南西風により延焼。焼失した町530・大名屋敷80・寺社80。 |
| 文政12年3月21日 （1829年4月24日）             | 文政の大火神田佐久間町の火事 | 死者2800                    | 神田佐久間町から出火し、北西風により延焼。焼失家屋37万。 |
| 天保5年2月7日 （1834年3月16日）               | 甲午火事                     | 死者4000                    | 神田佐久間町から出火し、北西風により延焼。以後2月13日まで火事が連続して発生した。 |
| 弘化2年1月24日 （1845年3月2日）               | 青山火事                     | 死者800–900                 | 青山から出火し、北西風により延焼。焼失した町126・武家屋敷400・寺社187。消火活動の際、町火消の新門辰五郎率いる「を組」と久留米藩有馬家の有馬頼永率いる大名火消とが乱闘になり、死傷者が出た。 |
| 安政2年10月2日 （1855年11月11日）             | 地震火事                     | 死者4500–2万6000            | この日に起きた安政江戸地震にともない江戸市内の各所から出火して大火となった。 |

このように、大火では大きな被害が発生し、記録にも残されている。一方、小火が連続し、結果的に大火以上の範囲に被害をもたらした例もあった。1716年（正徳6年）・1717年（享保2年）・1721年（享保6年）・1771年（明和8年）などの火事があげられる。

### 江戸城の火災
- 1639年（寛永16年） - 本丸御殿を焼失、所々火消編成の端緒となる
- 1657年（明暦3年） -  振袖火事（上述）、天守、本丸、二の丸、三の丸の各御殿を焼失
- 1747年（延享4年） - 二の丸御殿焼失
- 1844年（弘化元年） - 本丸御殿、大奥を焼失
- 1852年（嘉永5年） - 西の丸御殿を焼失
- 1859年（安政6年） - 本丸御殿を焼失
- 1863年（文久3年）- 本丸、二の丸、西の丸の各御殿を焼失
- 1867年（慶応3年）- 二の丸御殿を焼失（この年、大政奉還）

## 火事の原因
火事の原因には、調理や照明用に火を使用することによって発生する失火、様々な動機による放火などがあった。江戸の大火が他の大都市に比べて多かった理由としては、膨大な人口が居住することによる建物の密集や困窮した下層民の存在、江戸の独特な気象条件などがあげられる。
西山松之助は火事の原因について、「江戸には、大火を喜ぶ住民がかなりたくさんいたのではないかと思われることについて」「大都市江戸の統一的政治体制の欠如が多くの大火を頻発させた理由の一つであることについて」「江戸町人は、火事は当然で、江戸生活では、類焼は致し方のないこと、自火でなく類焼でよかった、と考えたことについて」と三条件をあげて考察している。
斎藤修（比較経済史）は、江戸は「裏店の世界」であり、独身男性の長屋暮らしが多く、酒の寝煙草により火元管理が難しかったことを挙げた上で、大阪は「商家の世界」であり、商家に住み込む丁稚・手代らに厳しく火の用心をたたきこんでいたため、火事が少なかったと指摘している。

### 人口増加

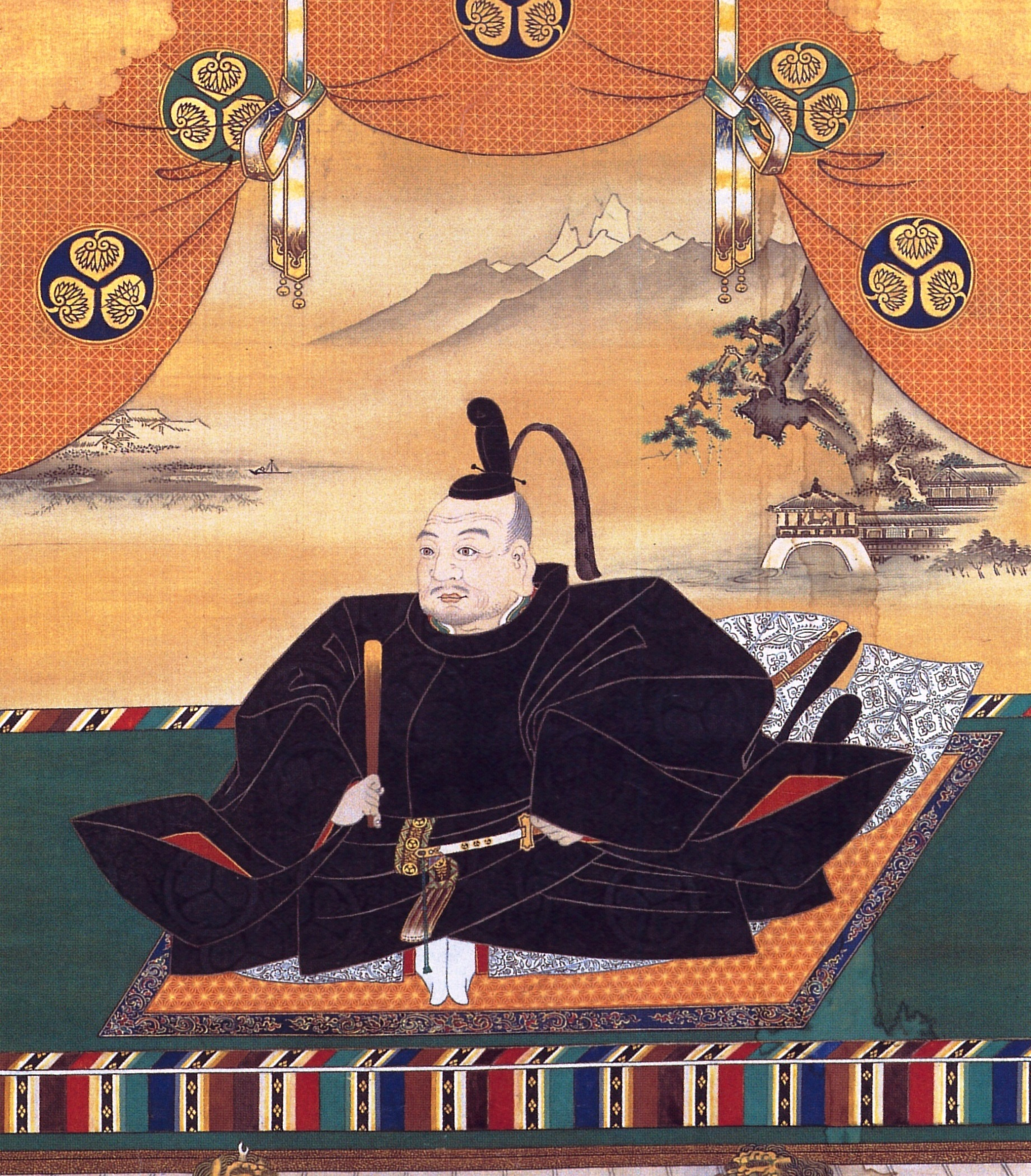
徳川家康

徳川家康が江戸幕府を開くと、江戸城周辺には大名や旗本の屋敷が設けられ、多くの武士が居住するようになった。やがて武士の生活を支える商人・職人が町人として流入し、江戸の人口は急速に増加していく。寛永17年（1640年）ごろに約40万であった人口は、元禄6年（1693年）には約80万、享保6年（1721年）にはおよそ110万に達していた。
広大であった武家地に対し町人地の面積は狭く、人口の増加により町人地の人口密度は極めて高くなっていった。町人の住居は狭い地域に密集して立ち並ぶようになった。

### 放火
江戸の火事の原因としては、放火（火付け）が多く記録されている。当事の放火犯は、「火付」「火附」「火を付候者」「火賊」などと記された。捕らえられた放火犯には、江戸の物価の高さや保証人がなく奉公に出られないことなどにより、困窮し江戸で生活していけなくなったものが多かった。火事で焼け出されたとしても、失うものが少ないことが背景にある。享保8年（1723年）から翌9年（1724年）の2年間では放火犯が102人捕らえられているが、そのうち非人が41人・無宿者が22人と、下層民が多く含まれていた。
放火の動機としてまずあげられたのは、風の強い日に火を放ち、火事の騒ぎに紛れて盗みを働くことを目的とした火事場泥棒である。奉公人による主人への不満や報復・男女関係による怨恨や脅迫など、人間関係に起因する放火も多い。他には商売敵の店へ放火・子どもの火遊び・「ふと火をつけたくなった」という供述が残る放火なども記録されており、放火の動機は現代と同じく様々であった。
火事が起きると、大工・左官・鳶職人などの建築に従事するものは復興作業により仕事が増えるため、中には火事の発生や拡大を喜ぶものもいた。火消人足（消防夫、火消人足の中核は鳶職人）の中にも、本業である鳶の仕事を増やすため・消火活動を衆目に見せるためなどの理由で、呼火や継火をするものが現れている。幕府も町触で警告し、捕らえた火消人足を死罪にした例もあった。捕らえられた放火犯は、見せしめとして市中引き回しのうえで火焙りにされた。しかし、幕府の厳罰方針にもかかわらず、江戸時代を通じて放火による火事がなくなることはなかった。幕末には、幕府の権力低下による治安の悪化に伴って放火による火事も大幅に増加している。
江戸の放火犯としては、八百屋お七火事（天和の大火）に名を残すお七が、井原西鶴の『好色五人女』や鶴屋南北の『敵討櫓太鼓』で題材として取り上げられたため知られている。お七の放火は盗みなどが目的ではなく、別れた恋人に再会したいという思いがつのったあげくの行動であった。

### 気象条件
江戸の独特な気象条件として、冬の季節風である、北または北西方向からの、極めて乾燥した強風（からっ風）があげられる。江戸の火事のうち大火となったものの多くは、冬から春にかけて雨が降らず、北西風や北風が吹き続け乾燥したときに発生した。このため、幕府により万治元年（1658年）に4組が設けられた定火消の火消屋敷は、すべて江戸城の北西方面に置かれている。この配置は、冬の北西風による、江戸城への延焼防止として備えられたものであった。
また、関東南部は、地形の関係から、春から秋にかけて日本海低気圧が通過する際に、中部山岳の雨陰に入り、フェーン現象が発生して、ほとんど降水のないまま、高温で乾燥した強い南または南西の風が吹くことが多い。とりわけ春先の強い南風もまた、しばしば大火の原因となってきた。
月別に大火の発生をみると、現行のグレゴリオ暦に換算して3月が最も多い。2月・4月・1月の発生がこれに続き、1月から4月までの4ヶ月で全体の7割を占めている。江戸の歴史上最大の被害を出した明暦の大火（明暦3年1月18日）も、グレゴリオ暦に換算すると1657年3月2日の発生であった。このことは江戸の町人たちにもよく知られており、冬には女性たちを江戸近郊の実家などに避難させ、火事の季節が過ぎてから呼び戻すといった対応策が取られていた。このため、享保10年（1725年）には、梅雨時期の旧暦6月の町方人口が、梅雨入り前の同4月に比べて1万人以上も増加し、増加した人口の9割以上が女性であったという記録が残っている。

## 幕府の出火対策
江戸時代初期の幕府重臣たちは、大火の原因が強風などに乗じた放火犯の所業にあると考え、将軍や江戸城の防備を第一に対策を立てた。そのため町人地に対する火事対策はほとんど考慮されていなかった。町人の力が増大するにつれて幕府の対策にも変化があらわれるようになり、8代将軍徳川吉宗による享保の改革では江戸全域を対象とした幅広い火事対策が行なわれている。
幕府の対策としては、消防組織である火消の制度化、厳罰を科すことによる放火の抑制、大名屋敷や寺社の移転による火除地・広小路の確保、瓦葺や土蔵造りの採用による不燃化の推進などが行なわれた。人口の増加に対しては、天保の改革により天保14年（1843年）に人返しの法を出したものの、大きな効果はあげられなかった。

### 消防組織

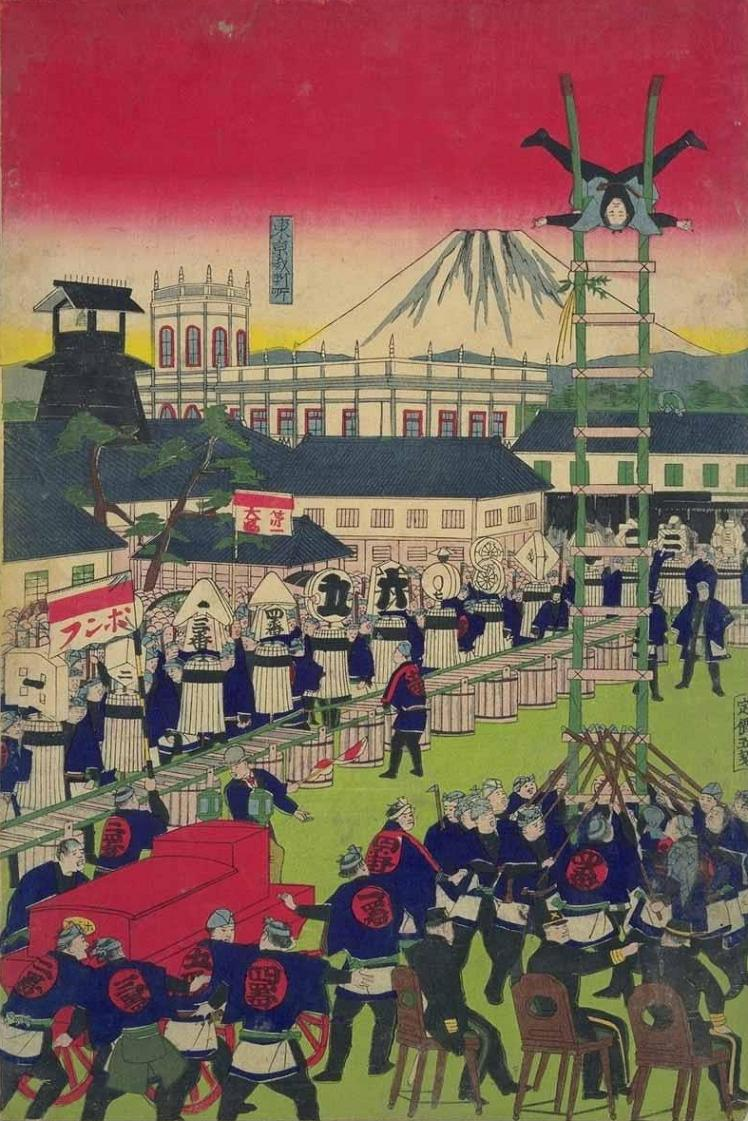
東京名所八代洲町警視庁火消出初梯子乗之図（部分）、歌川広重（3代目）、明治維新後の火消出初式

江戸時代初期には消防組織が制度化されていなかったが、度重なる大火などを契機として火消の制度が設けられていった。火消は、武士によって組織された武家火消と、町人によって組織された町火消に大別される。また、武家火消は大名による大名火消と旗本による定火消に分類される。
火消による消火は現代の主な消火方法とは異なっていた。当時は大型ポンプによる大量放水は不可能であったため、放水による鎮火は難しく、主な鎮火手段としては火元の火事場のまだ燃えていない周囲の建物を破壊して可燃物を取り払い、防火帯を作ることでそれ以上の延焼を防ぐ破壊消防という方法が用いられた。明和年間ごろからは竜吐水（りゅうどすい）と呼ばれた木製手押ポンプが配備されたが、火を鎮圧できるだけの水量を放出する威力は無かった。そのため明治維新に至るまでの間、消火の主力は火消人足（中核は鳶職人）による破壊消防であった。
燃えやすい安普請の建築が大火の発生を助長したともされるが、反面、壊しやすく再建しやすい構造で大火の類焼を防いでいたとも考えられ、大きな寺社や武家屋敷では類焼が防げずに大火となっている。

#### 大名火消
桶町火事より2年後の寛永20年（1643年）、大名火消が制度化された。これは幕府が大名に課役として消防を命じたものである。従来、火事が発生してから奉書により大名に消火を命じていたが、これを改め事前に消火を担当する大名を任命したものであった。他に大名火消の一形態として、霊廟・神社・米蔵など幕府にとって重要な場所の消防を担当させた所々火消、江戸の町を方角などで地域割りして消防を担当させた方角火消、各大名屋敷の自衛消防組織に対し近隣の火事へ出動義務を課した各自火消などが設けられた。

#### 定火消
明暦の大火翌年の万治元年（1658年）、定火消が制度化された。これは幕府の直轄であり、旗本に消防を命じたものである。火の見櫓を備えた火消屋敷（現在の消防署の原型）を与え、臥煙（がえん）と呼ばれる専門の火消人足を雇わせ、消防活動を担当させた。はじまりは4組であったが、一時期15組まで増加するなど幕府の財政や兵制、町火消の整備などによって増減している。10組で構成された期間が長く、十人屋敷・十人火消とも呼ばれた。
江戸時代後期には8組となり、さらに慶応2年（1866年）には半減、駿河台、麹町、八重洲河岸、霊南坂の4組となった。さらに幕末には1組まで減少した。

#### 町火消
享保5年（1720年）、享保の改革の一環として町火消が制度化された。これは町人による火消であり、各町ごとに火消人足の用意と火事の際に出動する義務を課したものである。町奉行に就任した大岡忠相が名主などの意見も取り入れて考案し、複数の町を「組」としてまとめ、隅田川から西を担当するいろは組47組（のちに1組増加していろは四十八組となる）と、東を担当する本所・深川の16組が設けられた。享保15年（1730年）には、火事場への動員数増加と効率化を目的として、数組ずつに分けて統括する大組が設けられた。
町火消は当初町人地の消防のみを担当していたが、町火消の能力が認められるに従って活動範囲を拡大し、武家地への出動をはじめ橋梁・神社・米蔵などの消火活動も命じられ、江戸城内の火事にも出動した。幕末には武家火消が大幅に削減されたため、江戸の消防は町火消が主力となって明治維新を迎えている。

### 放火対策
放火は江戸の火事で大きな原因となっていたため、幕府は放火犯の取り締まりに力を入れた。新たな役職として火付改（のちに火付盗賊改）を設け、町人に対しても放火犯の捕縛を奨励した。放火は重罪とされ、その処罰には見せしめを目的として火焙りという手段が用いられた。

#### 火付盗賊改
火付盗賊改は、幕府が重罪である放火（火付け）や盗賊・賭博などを取り締まるために設けた役職である。はじめは火付改・盗賊改・博打改に分かれていたが、放火の取り締まりを行なった火付改は天和3年（1683年）に先手組頭の中山勘解由（中山直守）が、加役（兼任）として任命された記録が残る。後に一時廃止となるがやがて元禄16年（1703年）に再び設けられ、享保3年（1718年）に一本化して火付盗賊改となった。
役方（文官）であった町奉行に対し、火付盗賊改は番方（武官）であったため、取調べの方法は乱暴になる傾向があった。「放火の疑い」の段階で捕らえる権限を持ち、仮に誤認逮捕であったとしても咎められなかった。そのため、怪しいものを捕らえては拷問にかけ、無理やり自白させるという手法がとられていた。結果として、冤罪も多かったとされる。町人たちからも好意的には見られず、町奉行や勘定奉行が「大芝居」と呼ばれたのに対し、火付盗賊改は「乞食芝居」と呼ばれていた。

#### 捕縛の奨励と火焙り
幕府はたびたび町触を出し、放火犯は見つけ次第捕らえて番所へ連行するように命じている。放火犯を捕らえたものには褒美が与えられた。放火犯の捕縛を奨励するため、放火を行なったことがあるものでも、別の（あるいは仲間の）放火犯を捕らえて突き出した場合には、その罪を許し褒美を与えるとした。また、放火犯を捕らえたものが訴えられたとしても、その訴えは取り上げないので安心してよいとしている。享保8年（1723年）には、出火の際、挙動不審者がいれば放火犯でなくても捕らえて構わないと命じている。
放火犯が捕らえられると、江戸市中引き回し、公開処刑で火焙り（火罪）とし、罪状を書いた捨札（すてふだ）が江戸市中に立てられた。火焙りという残酷な処刑方法の選択や捨札の使用は、見せしめを目的としたものであった。火焙りによる処刑は、『御定書』で定められており、明治元年（1868年）に『仮刑律』ができるまで続けられた。放火犯に家族がいる場合は縁座し、妻や娘が婢となって下げ渡されたり、遠島となったりした。放火を依頼したものがいる場合には、依頼者が火罪、実行者が死罪となった。放火犯が武士の場合、火焙りは用いられず、最高刑は獄門であった。火札（ひふだ）と呼ばれる、放火の予告をする脅迫状の張り紙（張文・落文・投文）をしたものは、はじめ死罪であったが、のちに追放刑と改められている。こうした刑罰は原則であり、放火したが燃え広がらなかった場合や特段の事情が認められる場合など、減刑されることもあった。放火犯が幼年（15歳未満）の場合は死罪にならず、遠島や預置となった。

### 都市計画
大火になる原因としては、燃えやすい材質で出来た建物が密集していることも大きかった。一度建物に火がつくと、消火活動を行なう間もなく、次々と近隣の建物に延焼してしまう。そのため、明暦の大火を契機として、江戸市中の不燃化を目指した火事に強い町づくりが行なわれた。江戸の各所に火除地や広小路が設けられ、建物には瓦葺屋根や土蔵造りといった耐火構造の採用が命じられるようになった。

#### 火除地・広小路

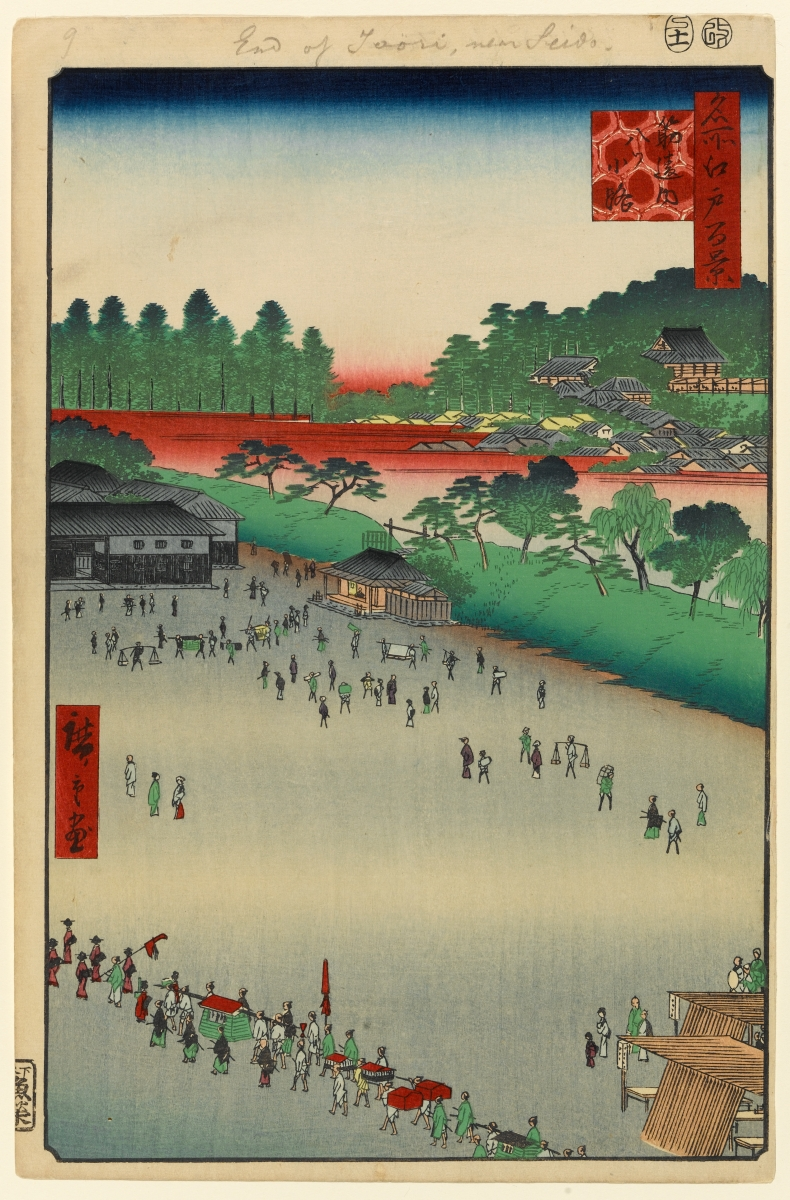
歌川広重、『名所江戸百景』より「筋違内八ツ小路」、明暦の大火後に設けられた火除地の一つ

明暦3年（1657年）の明暦の大火で江戸市中が焼失した後、再建計画では火災対策が重視され、延焼を防ぐための空間作りが行なわれた。まず江戸城内にあった御三家の上屋敷を城外に移し、その跡を防火用地とした。御三家の屋敷移転に伴い、他の大名屋敷や旗本屋敷も移転が命じられた。江戸市中の過密状態を緩和するため、移転先の多くはこれまでより江戸城から離れた場所であった。また、大名に対し元禄年間にかけて中屋敷や下屋敷の用地を与え、江戸の外れに設けられた下屋敷は火事の際の避難所にもなった。一連の移動で、埋め立てが完成していた築地などにも新たな武家屋敷が設けられるようになる。寛文元年（1661年）ごろには本所の干拓が完成し、武家屋敷の建設や町屋の移転が進んだ。寺社に対しても同様に移転が命じられた。主な移転先となったのは外堀の外側で、各地に点在していた寺社が浅草・駒込・小石川などにまとめて移されている。また、吉原遊廓が日本橋付近から浅草付近へと移転したのもこの時期である（移転は大火の前から決定していた）。
江戸市中の再建では、新たに延焼を防ぐための広場・空地である火除地が設けられた。従来の街路を拡幅し、火除地と同様の機能を持たせた広小路も設けられた。火除地や広小路の設けられた場所の住人には移住が命じられ、江戸の外縁部や埋立地に移住先として新たな町がつくられた。このため、結果として江戸の市街地が拡大していくこととなった。寛文2年（1662年）には、前年までおおむね外堀の内側に限られていた町奉行の支配地域（江戸府内）が、上野・浅草・芝なども含むように改編されている。移転を伴わない対策としては、家屋に対して庇の除去を命じる町触が出されている。これは、街路に突き出した庇を短く除去することで、実質的な街路の拡幅と延焼の防止を意図したものであった。
天和の大火後には、火除地の新設や広小路の延長が計画され、再び大名屋敷や寺社の移転が行なわれた。この移転によって寺社のほとんどは外堀の外側に位置することとなった。享保の改革では、町火消の制度化をはじめとして江戸市中の火事対策が強化された。将軍徳川吉宗は江戸の不燃化に熱心であり、吉宗の方針によって神田・八丁堀・市谷などに新たな火除地が設けられている。
こうして江戸市中各所に設けられた火除地や広小路であったが、火除地に指定された場所に家屋が建設されたり、広小路に商売用の小屋が立ち並んで以前より危険になったりと、その役割を果たしていないこともあった。

#### 耐火・防火建築

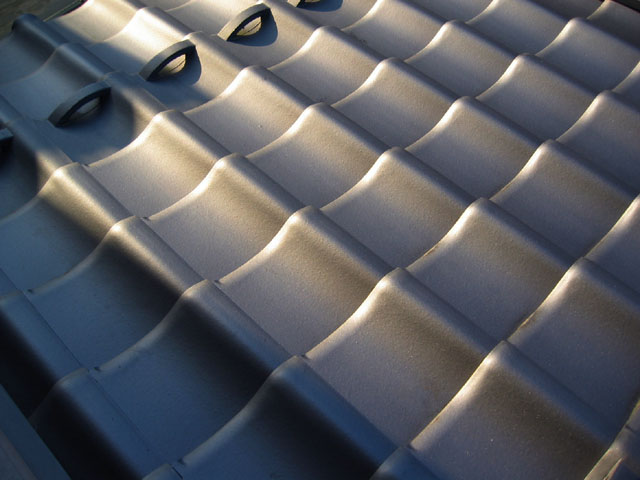
屋根瓦

慶長6年（1601年）の大火後、幕府は屋根を茅葺から板葺にするよう命じた。その後、豪華な大名屋敷の建築もあって瓦葺が流行し、町家でも瓦葺となった建物が増加した。しかし、明暦の大火後には方針を転換し、瓦葺を禁じることになった。火に強いはずの瓦葺が禁じられたのは、大火の際に落下した瓦で怪我をするものが多く出たためであった。そのため、火の移りやすい茅葺や藁葺の屋根に対して、延焼防止の目的で土を塗るように命じている。寛文元年（1661年）には茅葺・藁葺の新築を禁じ、板葺を使用するように命じた。
瓦葺の使用が命じられるようになったのは、徳川吉宗の治世に入ってからであった。武家屋敷に対しては享保8年（1723年）に、番町付近で焼失した旗本屋敷の再建に瓦葺の使用を命じ、費用の補助として禄高に応じた拝借金も出している。享保10年（1725年）ごろからは、地域限定ではあったが既存の屋敷に対しても瓦葺への改築が命じられるようになる。瓦葺が義務づけられた地域は拡大していき、瓦葺にしない屋敷は取り壊すという警告も出された。町家に対しては、享保5年（1720年）の町触で瓦葺の禁令を否定し、今後は瓦葺を使用して構わないとした。享保7年（1722年）からは江戸市中の各所で瓦葺・土蔵造り・塗り屋（外部に土を塗った建物）の使用を命じるようになった。町人の負担を考慮し、瓦葺ではなくかきがら葺の使用が許可された例もある。対象となった町に対しては、公役金の免除や拝借金の提供を行い、実行していない家屋の除去を予告するなど、町家の不燃化を推進した。
吉宗の意向を受け、幕府主導で実行された江戸市中の不燃化であったが、寛延4年（1751年）に吉宗が死去すると、幕府の財政窮乏などもあり積極的な推進策が行なわれなくなった。そのため江戸市中の不燃化は完成せず、後代においても関東大震災、東京大空襲に至るまで幾度も大火が発生した。

### 禁令・防火令
幕府は火事の発生を防止するため、様々な通達を行なった。火事の原因となるものを禁じた通達と、行事などの際に防火を強化するために出された通達とがある。そのほか、実際に火事が起きた際の行動に対する禁令も出されている。
火事の原因となるものへの通達としては、湯屋・風呂屋・花火・左義長・ごみ焼却などに対する禁令が出された。町家では風呂がほとんど設けられなかったため、湯屋や風呂屋が繁盛していた。その営業には火が必須であったが、承応2年（1653年）には防火のため暮六つ（午後6時ごろ）までしか焚いてはならないと命じられた。また、享保年間には翌朝まで水を抜かず溜めておくように命じている。これは火事の際に消火用として利用するためであった。花火は慶安元年（1648年）に河口以外での打ち上げを禁じ、町中での製作も禁じている。慶安5年（1652年）には、花火を打ち上げる場所が隅田川のみとなった。左義長を町中や屋敷内で焼くことは元禄年間ごろに禁じられ、ごみの焼却はそれより早く明暦元年（1655年）に禁じられた。変わった禁令として、正保3年（1646年）の凧揚げ禁止令があげられる。これは、江戸城切手門に火のついた凧が落下したため、その2日後に出された禁令であった。
行事の際の防火令（警火令）としては、将軍の日光参詣・内親王下向・朝鮮通信使来日などの際に、警備と防火体制の強化を命じた町触が出された。火の用心や喧嘩などの防止のために見回りを行なわせ、火事に備えて水を入れた桶を用意しておくこと、町内の清掃を行なうことなどが命じられている。また、上野寛永寺・芝増上寺での法事や山王社の祭礼などの際にも、防火令が出されている。
火事が起きた際の行動を規制したものとしては、火事見物の禁止・大八車などによる道具持ち出しの禁止・車長持使用及び製造の禁止などがある。いずれの行為も、火事場の混雑を招き、避難の障害になるためであった。

## 町人の火事対策

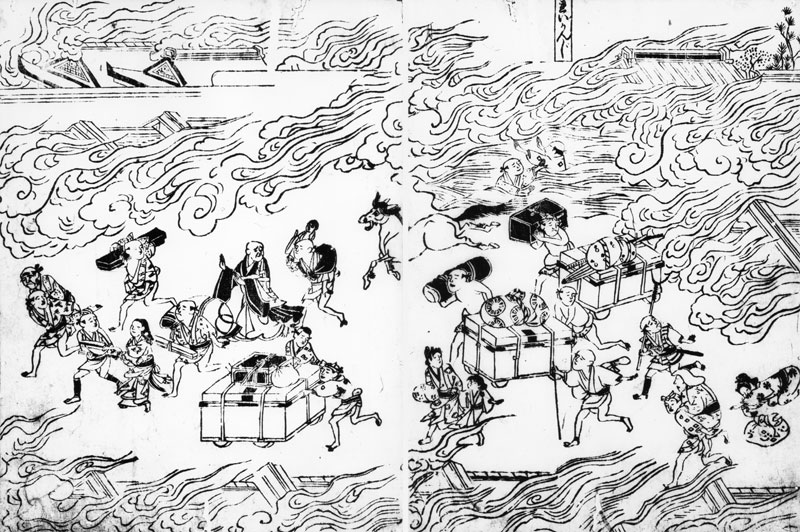
『むさしあぶみ』より。明暦の大火の折、車輪付きの長持、「車長持」に荷物を満載して避難する人々。車長持の渋滞が避難を妨げ被害を大きくしたため、後に三都で車長持の製造が禁止された

「宵越しの銭は持たない」という言葉で江戸っ子の粋な性質が表現されるが、この行動様式には、火事で燃えてしまうよりは金離れよく使ってしまう方がいいという、頻発する江戸の火事に対する一面もあった。江戸に住む町人にとって、火事は日常の出来事であり、類焼するのは仕方がないと考えられていた。そのため、自宅や商店が火事に襲われることを前提とし、迅速な避難や財産の保全を目的とした火事対策が行なわれるようになる。一方で、自宅からだけは出火しないようにと、細心の注意が払われた。

### 火事への備え
江戸の火事は昼夜をとわず発生し、就寝中に火事に襲われた場合は、着替えや明かりの準備などで避難に手間取るおそれがあった。対策として、冬が近づき火事の季節になると、就寝前に枕元へ衣服・わらじ・提灯などを用意しておくという用心が行なわれていた。火事の知らせを受けると、まず火元と風向きの確認を行なう。危険と判断すれば、持ち出せない貴重品を土蔵や穴蔵に入れ、得意先を見回ったり延焼防止のため屋根に登って火の粉を払ったりする。いよいよ危なくなると、持ち出せる貴重品だけを携えて避難した。
貴重品の焼失を防ぐためには、用慎籠（ようじんかご）が準備された。用慎籠は大型の竹籠で、背負うものと、より大型でかつぐものとがあった。火事が発生し危険になると、貴重品を用慎籠にいれ、持ち出して避難した。また、貴重な文書などを入れて持ち出すための持退き葛籠（もちのきつづら）も使用された。用慎籠より多くの荷物を運び出せる道具として大八車や車長持があったが、その大きさが避難の障害になることや、避難中に放置されたものが飛び火による延焼被害を拡大する例があり、幕府によって規制されている。
裕福な商家では、普段から家1軒分の資材を材木屋に預けておくことも行なわれた。火事で焼け出されると、焼け跡を片付けて預けた資材を運ばせ、直ちに再建に取り掛かることで、短期間での商売再開を可能としていた。

### 土蔵・穴蔵

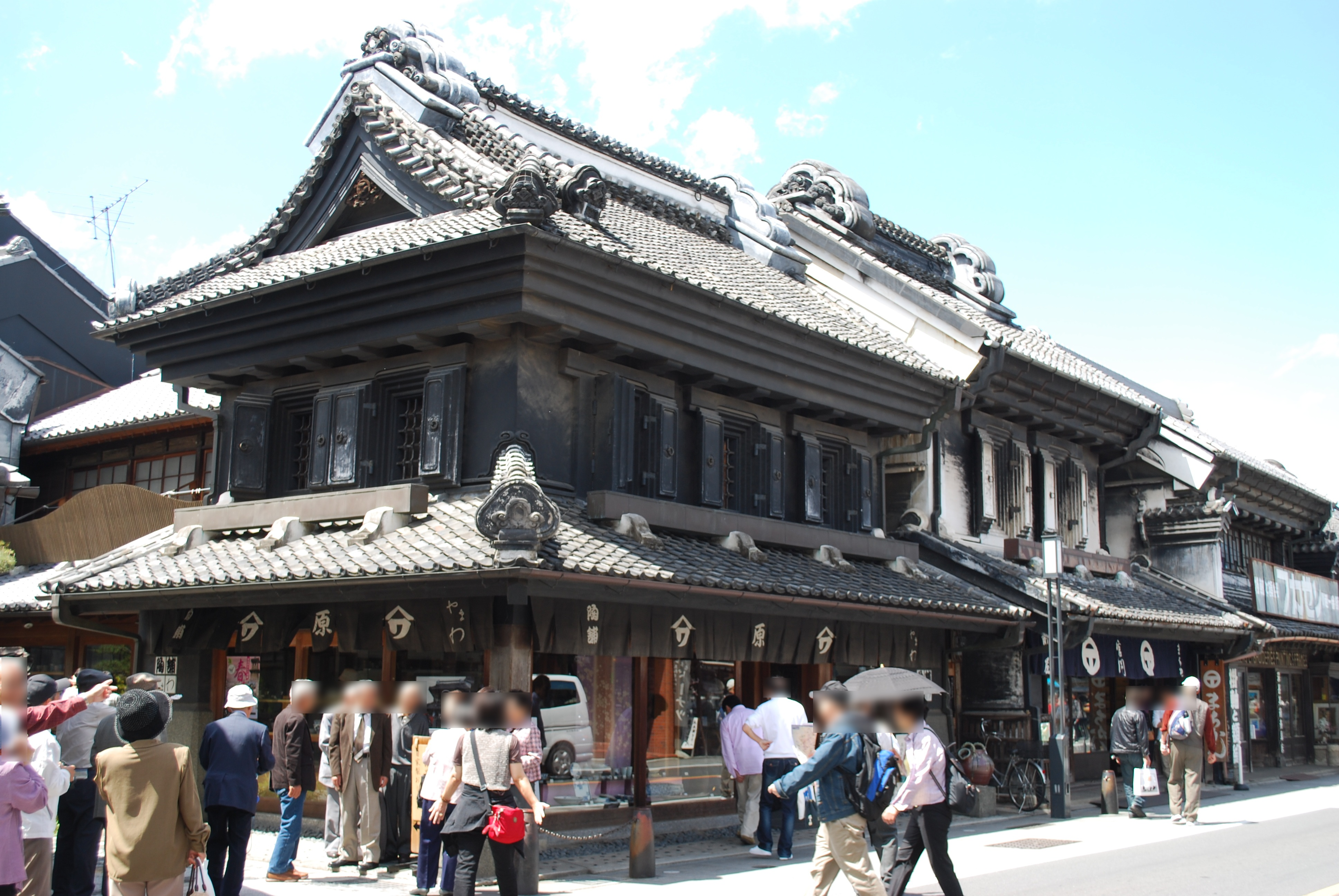
川越市に現存する蔵造りの商家

土蔵や穴蔵は、避難の際に持ち出せないものを焼失から守るために使用され、裕福な商家では複数の土蔵や穴蔵を所有していた。土蔵は高価なため主に商人が建築して使用したが、比較して費用の安い穴蔵は庶民の間でも使用された。
土蔵は建物の外壁を厚い土壁とし、漆喰などで仕上げた倉庫である。屋根には主に瓦葺が使用された。土壁の厚さによって火を防ぎ、内部の品を守ることが出来るため、商品・家財道具・貴重品などの保管用として設けられた。しかし、土蔵の造りや日頃の手入れが悪いと、窓や入口の隙間・ねずみ穴などから火の侵入を許し、焼け落ちることもあった。裕福な商家では対策として、普段から目張り用の土（用心土）を使用できる状態で準備しておき、火事の際には出入りの左官が駆けつけて隙間の目張りを行なうよう手配していた。ただし、自らが火元となってしまった場合には、あえて土蔵の扉を開いて延焼させ、世間に対する罪滅ぼしとすることもあった。土蔵の一種として、極めて火事に強い文庫蔵（ぶんこぐら）という構造もあり、大火の後でも文庫蔵だけは焼け残るほどであったが、建築費が通常の数倍もするためあまり普及しなかった。一方、見世蔵といって、店舗や住居そのものを蔵造りにする例もある。しかし店舗建築には大きな開口部が必要とされるため、防火性に関してはある程度の妥協が見られる。この様式で立てられた商家は埼玉県川越市、千葉県香取市佐原地区、栃木県栃木市などに多く現存しており、これらの市はその街並みから小江戸とも呼ばれている。
穴蔵は地面に穴を掘って設けられた、地下倉庫である。床下収納のような小規模なものではなく、人が入れる大きさであり、貴重品などの保管用として造られた。土蔵に比べて建築費用が安く、火の侵入口も蓋（天井）1箇所のみと強いため、火事対策・盗難対策として効果を発揮した。江戸での穴蔵は、明暦2年（1656年）に日本橋の和泉屋という呉服商人が設けたことをはじまりとする説がある。明暦の大火で和泉屋の穴蔵の有用性が知られるようになり、普及の契機となった。穴蔵は江戸中で造られるようになり、川越の塩商人による『三子より之覚』では、江戸の10分の1が穴になったという記述が残っている。江戸での穴蔵は、地下水位が高いため水漏れ対策として主にヒバ材で作られ、穴蔵大工という専門職も存在した。地下の湿気の多さにより、耐久性が低くなる点が問題であった。

## 失火の処分
幕府は放火に対し火焙りをはじめとする厳罰で対処してその抑制を図ったが、失火に対しては死罪などの厳しい処分を科すことがなかった。火元となっても、武士の場合屋敷内で消し止めれば罪には問われず、町人の場合も小火であれば同様であった。火事の予防を目的とした老中の評議で、大火となった場合は火元のものを死罪・遠島などの厳罰とする案の検討が行なわれたが、失火は誰でも起こす可能性があることや、老中自身に失火で切腹する覚悟があるのかという指摘などがあり、採用されなかったという逸話が残されている。

### 武士の失火
大名屋敷の失火では、敷地内部の屋敷が燃えても門が焼け残っていれば責任を問われず、門の焼失が焦点となった。そのため、門の防火を重視し、延焼しそうな場合は門の扉を取り外して避難することも行われた。また、駆けつけた町火消を門を閉じて屋敷内に入れず、自身の消防組織だけで消火して、火事の煙を焚き火による煙であると主張することも行なわれた。失火した場合は大目付へ屋敷換えの差控えを伺い出る必要があり、屋敷外へ延焼した場合は進退伺いを提出した。明確な規定はなかったものの、失火3回で朱引外（江戸の外縁部、町奉行管轄外）へ屋敷換えとなった。

### 町人・寺社の失火
町人の失火に対しては、享保2年（1717年）の『御定書百箇条』で小間10間（約18メートル）以上焼失の場合、火元が10日・20日・30日の押込と定められた。将軍御成日に失火した場合は罪が重くなり、小間10間以上の焼失で火元が手鎖50日となった。また、平日であっても火事の被害が3町（約327メートル）以上に達した場合は火元以外にも罪が及び、火元の家主・地主・月行事は30日の押込、五人組が20日の押込となった。さらに、火元から見て風上の2町と風脇の左右2町、計6町の月行事も30日の押込と定められている。
寺社の失火に対しては幕府の配慮があり、火元となっても罪は7日の遠慮のみであった。将軍御成日の失火や大火となった場合も、10日の遠慮で済まされている。寺社門前町の失火では小間10間以上の焼失で3日の押込となり、門前町以外に比べて軽い処分であった。

## 火事と経済
大火が発生すると、焼失した江戸の再建に莫大な資材と費用を必要とした。そのため、大火が起きると江戸をはじめ全国の物価や景気が影響を受けた。頻発した江戸の火事は、江戸時代の経済成長を支える大きな要因であったといえる。再建に伴う支出は幕府にとって大きな負担となり、財政窮乏の一因となった。負担が大きかったのは町人も同様で、大店を構える大商人が、火事によって長屋住まいに転落することもあった。町入用の経費でも、防火・消火関連の支出が最も多いという状態であった。

### 物価の高騰
大火の後は、江戸市中の物価が高騰した。米をはじめとする食料品、家屋再建のため必要とされた建築資材などは何倍もの価格となった。焼失した江戸市中の再建に伴って膨大な仕事量が発生し、職人の賃金が高騰した。職人だけではなく、大火を恐れて江戸での奉公を希望するものが減少し、奉公人の賃金相場が上昇するという現象もあった。また、家屋の不足により賃料が上昇したり、火事で焼けた橋梁が再建されるまでの間に渡し船が繁盛し高値を請求したりと、大火が江戸の物価に与える影響は大きかった。
幕府は物価の高騰に対し、町触を出して値上げを禁じ、職人の賃金に上限を規定し、目に余るものには処罰を加えた。江戸で不足している米を農家から直接買い上げて販売する、農家が江戸に出て米を売ることを許可する、といった対策も行なっている。
大火の後では江戸から各地への買い付け注文が増加するため、江戸市中のみならず全国の景気に影響を与えた。需要の増加に便乗した値上げも行なわれ、幕府によって広い範囲に警告が出されている。明暦の大火後に材木を大量に買い付け、建築作業を請け負って莫大な利益をあげた河村瑞賢のように、大火を契機として富を築く商人もあらわれた。

### 幕府の支出
焼失した施設の再建は、幕府の財政上大きな支出となった。明暦の大火では、焼失した江戸城天守の再建は行なわれなかったが、本丸御殿などの再建で総工費が93万両以上かかったとの記録が残る。
大火の後は幕府による救済が行なわれ、これも大きな支出であった。明暦の大火の後では、旗本・御家人に禄高に応じた拝領金を与え、給米の前借も認めている。大名には下賜金や恩貸金（10年で返済させた）を与え、町人にも町家の間口に応じて下賜金（明暦の大火の際は約16万両）を与えた。また、焼け出された町人に対しては、大名に命じて粥を給食し、他にも米蔵の焼けてしまった米を無料で町人に供出している。以後も、大火のたびに幕府による救済が行なわれているが、財政の悪化によって規模は縮小していった。